# Armand Trousseau
Armand Trousseau (14. listopada 1801. – 23. lipnja 1867.) bio je francuski liječnik. Poznat po tome što je prvi opisao Trousseauov znak latentne tetanije, te Trousseauov znak maligniteta (migrirajući tromboflebitis) koji se naziva i Trousseauov sindrom.

## Biografija
Roeđen je u gradu Tours, departman Indre-et-Loire gdje je započeo učenje medicine u lokalnoj bolnici kao učenik Pierra Fidela Bretonneaua. Studiranje je nastavio u Pariz, gdje je postao doktor znanosti 1825., a od 1827. je i dio nastavnog tijela. U kasniji godinama života obolio je od karcinom gušterače, te je i sam razvio znakove bolesti koje je ranije opisao kod sličnih bolesnik. Preminuo je u Parizu 1867.

## Značaj
Trousseauov doprinos bio je ključan u stvaranju novih načina liječenja krupa, emfizema, gušavosti, pleuritisa i malarije. Dobio je nagradu francuske akademije za medicinu za esej o laringologiji koji je napisao 1837. Bio je prvi francuz koji je izveo traheotomiju i napisao članak o tome, i o intubaciji 1851. Njegovi udžbenici o kliničkoj medici i lijekovima bili su vrlo popularni i prevodili su se na engleski jezik. Trousseau je skovao izraze afazija i fra. forme fruste (što bi značilo: atipična ili nepotpuna manifestacija neke bolesti ili sindroma, kao posljedica nedovršenog, djelomičnog ili prekinutog patološkog procesa), te popularizirao eponime u opisu bolesti kao npr. Addisonova bolest i Hodgkinov limfom.